# Joseph Henry Keenan
Pour les articles homonymes, voir Keenan.
Joseph Henry Keenan (24 août 1900 – 17 juillet 1977) est un physicien américain connu pour ses travaux en thermophysique et ses travaux d'ingénierie sur la propulsion supersonique et les turbines à gaz.

## Biographie
Il obtient un BSc en architecture navale et ingénierie de marine au Massachusetts Institute of Technology en 1922. Après un passage à la compagnie General Electric pour des travaux sur la propulsion, il devient professeur assistant en ingénierie mécanique à l'Institut de technologie Stevens en 1928. En 1934 il passe au MIT toujours comme professeur assistant en ingénierie mécanique. Il devient professeur titulaire en 1939. De 1958 à 1961 il est à la tête du Département d'ingénierie mécanique,.
Ses travaux ont conduit à l'établissement d'une base de données pour la vapeur, utilisée dans les turbines à gaz. Avec George  Hatsopoulos il a construit une méthode permettant d'énoncer le second principe de la thermodynamique sous une forme générale.

## Distinctions
- Compagnon de l'Académie américaine des arts et des sciences.
- Compagnon de l'American Society of Mechanical Engineers.
- Médaille ASME Worcester Reed Warner en 1955.
- Membre de l'Académie nationale d'ingénierie des États-Unis en 1976.

## Ouvrages
- (en) Joseph H. Keenan, Thermodynamics, John Wiley & Sons, 1941
- (en) Joseph H. Keenan et Frederick G. Keyes, Thermodynamic Properties of Steam Including Data for the Liquid and Solid Phases, John Wiley & Sons, 1948
- (en) G. N. Hatsopoulos et J. N. Keenan, Principles of General Thermodynamics, John Wiley & Sons, 1965 (ISBN 0471359998)